# Artemide Zatti
Artemide Zatti, S.D.B. (Boretto, 12 de outubro de 1880 – Viedma, 15 de março de 1951), foi um leigo católico italiano membro dos Salesianos de Dom Bosco e farmacêutico renomado que emigrou para a Argentina em 1897. Ele ficou conhecido por sua fé ardente e compromisso com os doentes. Seu sobrinho foi o oitavo reitor dos Salesianos – Juan Edmundo Vecchi.
Artemide Zatti foi beatificado em 14 de abril de 2002 por São João Paulo II. Em 9 de abril de 2022, o Papa Francisco aprovou um segundo milagre atribuído a ele. Isso abriu caminho para sua canonização, celebrada em 9 de outubro de 2022.

## Biografia

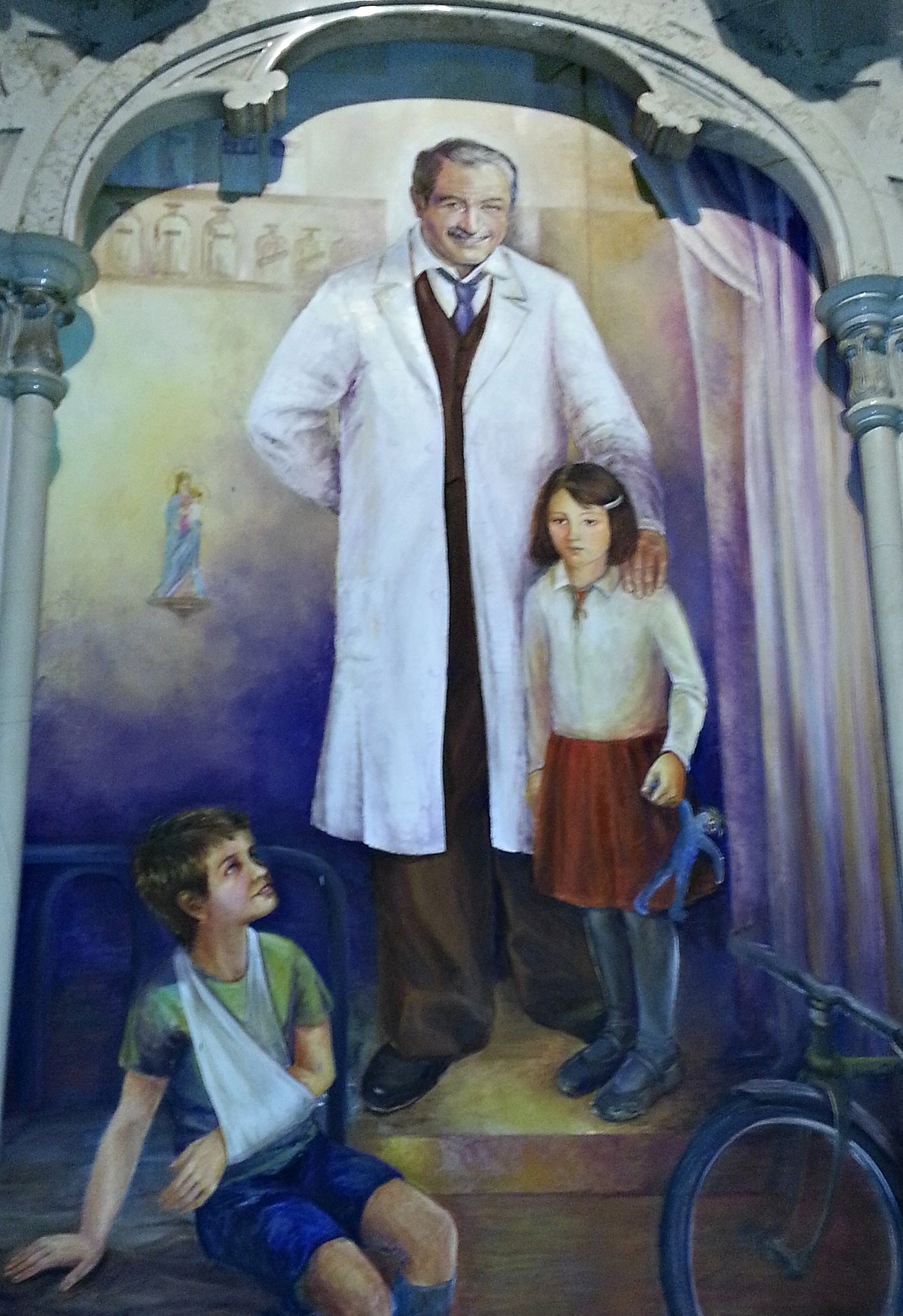
Altar de São Artemide Zatti na Basílica Maria Auxiliadora e São Carlos em Buenos Aires, Argentina

Artemide Zatti nasceu em Boretto em 12 de outubro de 1880, um dos três filhos do casal Luigi Zatti e Albina Vecchi. Ele tinha sete irmãos: três irmãos e quatro irmãs. Em 1880, Artemide Zatti recebeu o sacramento do batismo.
Em 1889, ele teve que abandonar a escola devido à pobreza de seus pais e começou a trabalhar para um vizinho rico. Os pais de Zatti acreditavam que o clima econômico atual não era apropriado e que suas fortunas eram muito baixas. Eles decidiram se mudar para outro lugar e chegaram à Argentina, em um porto de Buenos Aires, à 9 de fevereiro de 1897, estabelecendo-se em Bahía Blanca. Um tio dele morava na Argentina antes de sua chegada. Ele trabalhou em um hotel e também em uma fábrica de tijolos.
Nessa época, conheceu o padre Carlos Cavalli, que o encorajou a se tornar membro dos Salesianos de Dom Bosco; ele entrou em 19 de abril de 1900 para iniciar seu noviciado como membro secular. Ele fez sua primeira profissão em 11 de janeiro de 1908. Ele fez sua profissão solene como membro secular em 11 de fevereiro de 1911.
Artemide Zatti contraiu tuberculose em 1901 enquanto cuidava do padre Ernesto Giuliani – na Casa di Bernal – que tinha a doença e morreu dela em 4 de janeiro de 1902; ele cuidou de Giuliani desde 1900. Em algum momento de 1902, ele também cuidou do beato Zeferino Namuncurá. Sua doença fez com que se mudasse para Viedma para se recuperar, onde se recuperou após recorrer à intercessão da Bem-Aventurada Virgem Maria. Em 5 de março de 1903, ele se tornou gerente de uma farmácia no hospital de San José.
Ele frequentava missas frequentes e aprendeu o espanhol para se assimilar à sua nova nacionalidade. Sua rotina incluía missa matinal e meditação, bem como um passeio de bicicleta para os doentes. Ele também entretinha os doentes com uma partida de bocha e das 14h00 às 18h00 visitava pacientes do hospital. Ele lia textos espirituais à noite após o trabalho. Seu horário de trabalho ia das 4h30 às 23h00. Ele também obteve um diploma em enfermagem. Um médico disse: "Acredito em Deus desde que conheço o Sr. Zatti". Ele garantiu a cidadania argentina em 1914 em La Plata e em 23 de maio de 1915 começou a publicação Flores del Campo, que era emitida semanalmente como uma publicação cristã.
Ele mandou construir um hospital em 1913 e ficou muito desapontado e descontente quando este foi demolido em 1941 e ali reconstruído outra coisa.
Artemide Zatti caiu de uma escada em 19 de julho de 1950 enquanto subia no telhado para consertar um tanque de água. Ele se recuperou no hospital, onde pouco tempo depois foi diagnosticado com câncer de fígado, após sua cor de pele lívida ser avaliada. Ele permaneceu no hospital de janeiro de 1951 até sua morte.
No dia 15 de março de 1951, Artemide Zatti morreu em Viedma, devido ao câncer de fígado. Suas relíquias repousam em uma igreja administrada pelos salesianos na mesma cidade.

## Beatificação
O processo de beatificação começou depois que nihil obstat foi concedido à causa pela Congregação para as Causas dos Santos (CCS) em 1.º de junho de 1979, quando ele foi intitulado servo de Deus. O processo diocesano foi aberto em 22 de março de 1980 e concluído pouco tempo depois, o que permitiu que a CCS validasse o processo em 14 de dezembro de 1984 e, mais tarde, assumisse a positio em 1991.
Os teólogos aprovaram a causa em 25 de outubro de 1996 e a CCS seguiu em 8 de abril de 1997. Artemide Zatti foi intitulado venerável – em 7 de julho de 1997 – depois que o papa São João Paulo II confirmou o fato de que ele havia de fato levado uma vida cristã modelo de virtudes heroicas.
O processo para investigar um milagre foi aberto em Buenos Aires em 14 de abril de 1998 e o fechou um mês depois, em 14 de maio de 1998. A CCS validou esse processo em Roma em 20 de novembro de 1998. Um conselho médico aprovou o milagre em 9 de março de 2000 e os teólogos seguiram essa decisão em 27 de outubro de 2000. A CCS votou a favor também em 6 de fevereiro de 2001, o que levou à aprovação pontifícia em 24 de abril de 2001.
Artemide Zatti foi declarado beato em 14 de abril de 2002 na Praça de São Pedro por São João Paulo II.

## Canonização

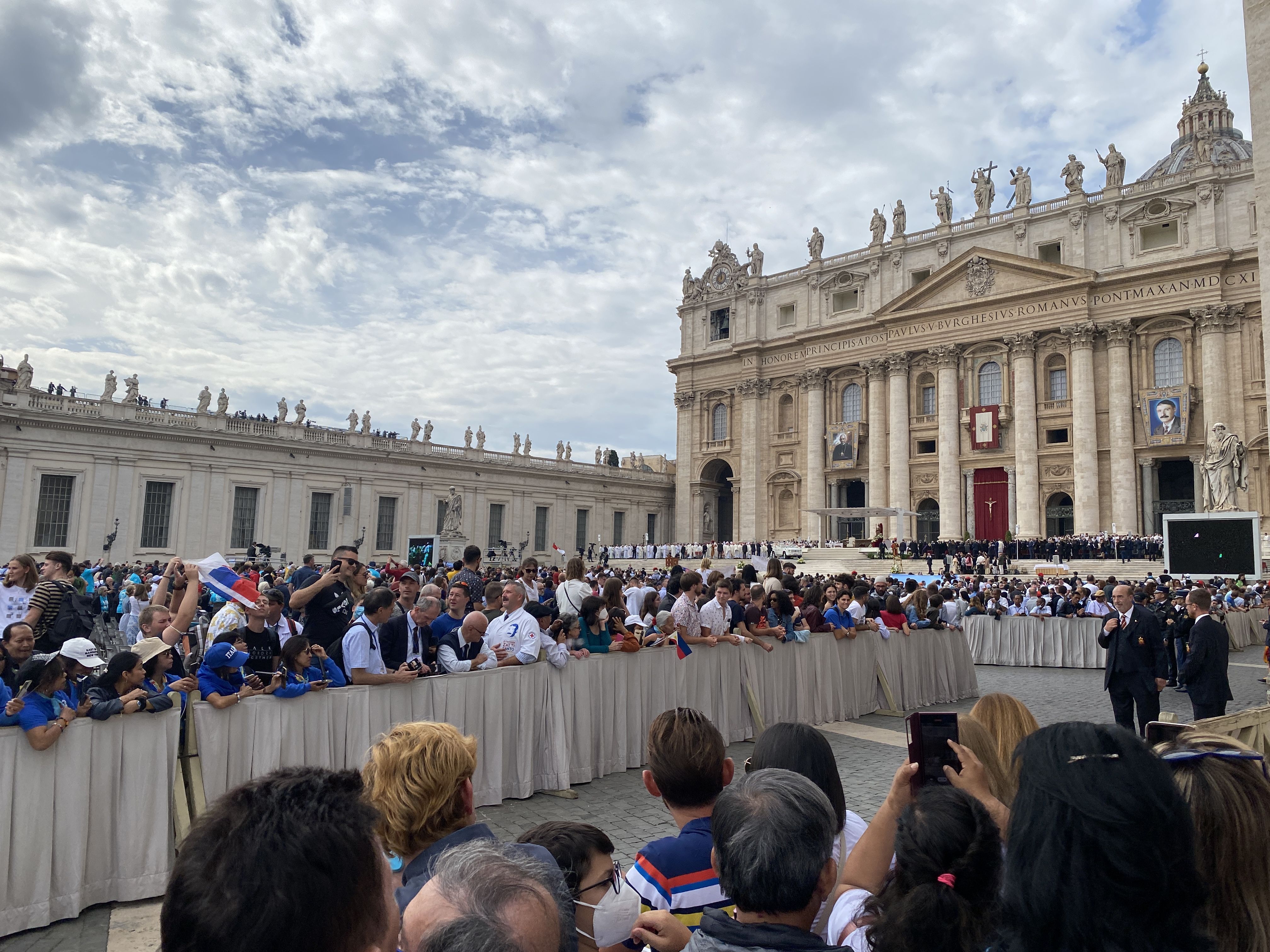
Canonização de São Artemide Zatti na Praça de São Pedro, Vaticano, em 9 de outubro de 2022

Em 9 de abril de 2022, o Papa Francisco autorizou o Dicastério para as Causas dos Santos a promulgar um decreto sobre um segundo milagre atribuído a Artemide Zatti. Em agosto de 2022, foi anunciado que ele seria reconhecido santo em 9 de outubro de 2022.
O postulador desta causa foi o Padre Pierluigi Cameroni.